# Lycenchelys xanthoptera
Lycenchelys xanthoptera är en fiskart som beskrevs av Anderson, 1991. Lycenchelys xanthoptera ingår i släktet Lycenchelys och familjen tånglakefiskar. Inga underarter finns listade i Catalogue of Life.